# Jan-Marc Riegler
Jan-Marc Riegler (ur. 18 kwietnia 1988 roku w Braunau am Inn) – austriacki piłkarz występujący na pozycji obrońcy. Wychowanek SV Braunau, obecnie jest zawodnikiem austriackiego klubu SV Ried. Zdobył z tym klubem puchar Austrii w 2011 roku.